# Charles Bradley Huff
Charles Bradley Huff (ur. 5 lutego 1979 w Fair Grove) – amerykański kolarz torowy i szosowy, brązowy medalista torowych mistrzostw świata.

## Kariera
Pierwszy sukces w karierze Charles Bradley Huff osiągnął w 2004 roku, kiedy został mistrzem kraju w madisonie. Jego największym sukcesem jest zdobycie brązowego medalu w omnium podczas mistrzostw świata w Palma de Mallorca w 2007 roku. Wyprzedzili go wówczas tylko Czech Alois Kaňkovský oraz Argentyńczyk Walter Pérez. W tym samym roku Huff zdobył złote medale w madisonie i omnium podczas igrzysk panamerykańskich w Rio de Janeiro. Od tego czasu startuje głównie w azjatyckich i amerykańskich wyścigach szosowych.